# František Chovanec (1968)
František Chovanec (* 8. září 1968 Slavičín) je bývalý český fotbalista, obránce.

## Fotbalová kariéra
V československé a české lize hrál za FC Boby Brno (1989–1994). V Poháru vítězů pohárů nastoupil za Brno ve 2 utkáních v roce 1993 proti Bayeru Leverkusen. Ve druhé lize hrál za TJ Bohumín a HFK Přerov. Ovlivnil taky několik důležitých zápasů ve svůj osobní prospěch. A v těchto skutcích pokračoval i v roli funkcionáře Spartaku Valašské Klobouky. 

## Ligová bilance
| Ročník                                   | Zápasy | Góly | Klub              |
| ---------------------------------------- | ------ | ---- | ----------------- |
| 1. československá fotbalová liga 1989/90 | 17     | 0    | Zbrojovka Brno    |
| 1. československá fotbalová liga 1990/91 | 25     | 0    | FC Zbrojovka Brno |
| Českomoravská fotbalová liga 1991/92     | 14     | 0    | FC Boby Brno      |
| 1. československá fotbalová liga 1992/93 | 25     | 0    | FC Boby Brno      |
| 1. česká fotbalová liga 1993/94          | 16     | 0    | FC Boby Brno      |
| 2. česká fotbalová liga 1996/97          | 26     | 0    | HFK Přerov        |
| 2. česká fotbalová liga 1997/98          | 25     | 1    | HFK Přerov        |
| 2. česká fotbalová liga 1998/99          | 14     | 0    | HFK Přerov        |
| CELKEM 1. liga                           | 83     | 0    |                   |